# Bosporský expres

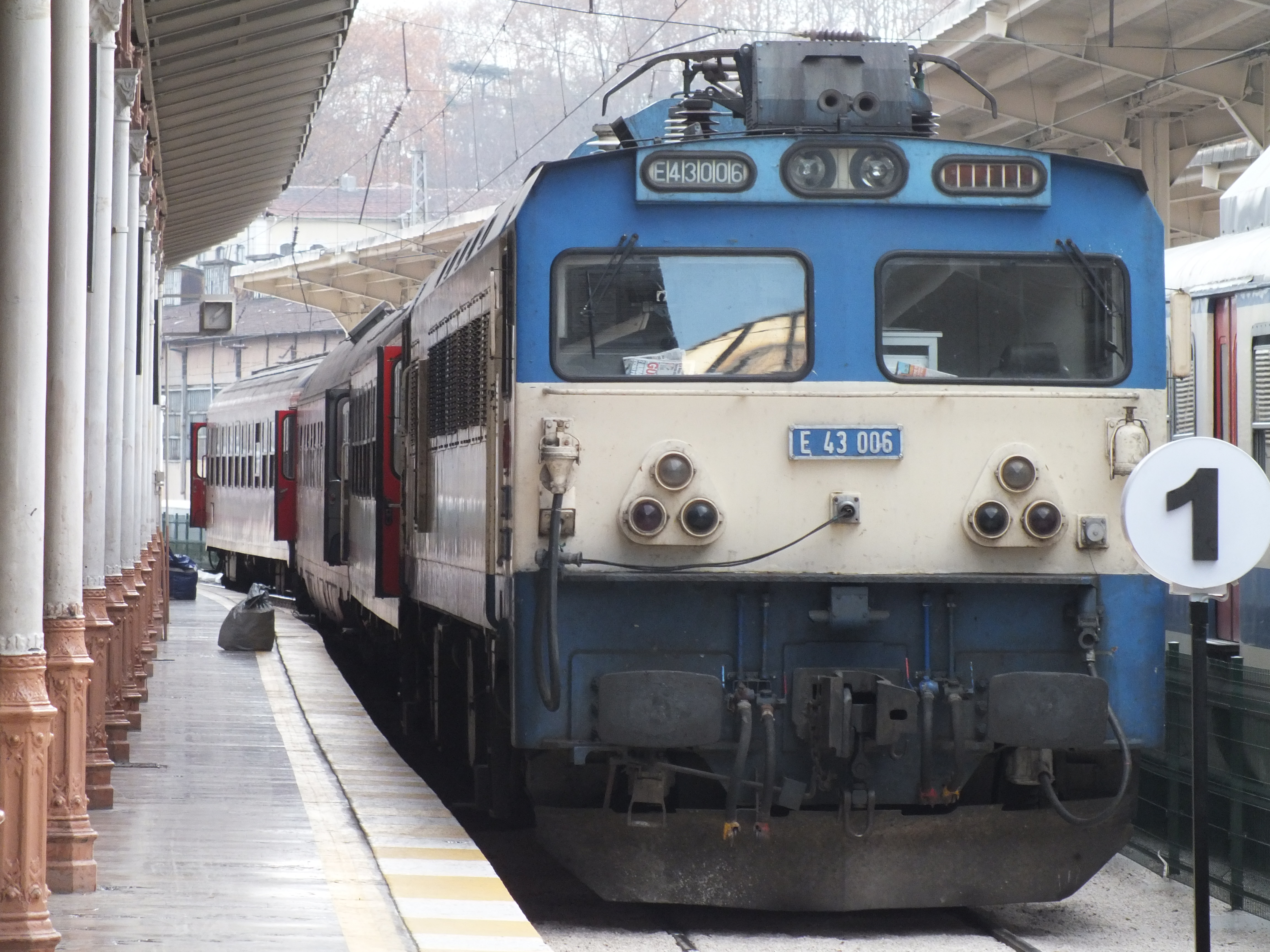
Bosporský expres v Istanbulu

Bosporský expres (turecky Bosfor Ekspresi) je expresní vlakový spoj mezi Istanbulem a Bukureští. Projíždí městy Edirne, Dimitrovgrad a Ruse. V Halkali se spojuje se Sofia-Istanbul Expressem a poté pokračuje do Istanbulu. Průměrný čas k překonání vzdálenosti Istanbul - Bukurešť je 19 hodin 20 minut. Jezdí od roku 1971.
Bosporský expres jezdí jen v letní sezóně (od června do října).